# Выборы губернатора Архангельской области (2020)
Выборы губернатора Архангельской области состоялись в Архангельской области 13 сентября 2020 года в единый день голосования. Губернатор избирался сроком на 5 лет. Также на 13 сентября в Архангельской области было назначено ещё 14 избирательных кампаний.
На 1 июля 2019 года в Архангельской области было зарегистрировано 934 066 избирателей.

## Предшествующие события
В 2018 году губернатор Архангельской области Игорь Орлов поддержал строительство полигона для московского мусора на станции Ши́ес в Вилегодском районе. 5 апреля 2019 года на встрече с профсоюзными лидерами Северодвинска Орлов назвал своих критиков, протестующих против ввоза на Ши́ес московского мусора, «шелупонью», что вызвало встречный шквал критики и требования уйти в отставку. 8 июля 2019 года издание РБК опубликовало новость, что губернатор Архангельской области Игорь Орлов в рамках очередной ротации кадров может быть отправлен в отставку. Сам Орлов эту информацию опроверг. 12 ноября 2019 года в ходе партийной конференции областного отделения партии «Единая Россия» Игорь Орлов заявил о готовности принять участие в выборах губернатора Архангельской области в 2020 году, несмотря на довольно шаткие позиции в различных соцопросах и рейтингах. Более того, Орлов заявил, что рассчитывает одержать победу на губернаторских выборах в первом туре. Лидер архангельского областного отделения КПРФ Александр Новиков назвал намерение Орлова баллотироваться при таком отрицательном рейтинге «отчаянным решением». По данным издания «Блокнот», свою кандидатуру на выборах губернатора Архангельской области в 2020 году может выставить бывший вице-губернатор Архангельской области Юрий Шевелев.
2 апреля 2020 года, после отставки губернатора Архангельской области Игоря Орлова, член ЦИК РФ Евгений Шевченко сообщил, что выборы губернатора Архангельской области, которые пройдут в единый день голосования, будут прямыми и плановыми. Выборы губернатора Ненецкого автономного округа также пройдут в единый день голосования, но избирать его, согласно уставу округа, будут депутаты Собрания депутатов Ненецкого автономного округа по предложению президента РФ.
2 апреля 2020 года указом Президента России Владимира Путина временно исполняющим обязанности Губернатора Архангельской области был назначен Александр Цыбульский. 
13 мая 2020 года, вместе с временно исполняющим обязанности главы Ненецкого автономного округа Юрием Бездудным, Александр Цыбульский подписал меморандум о намерении объединения Архангельской области и Ненецкого автономного округа в один регион, что вызвало протесты жителей НАО.
26 мая 2020 года временно исполняющие обязанности губернаторов обоих регионов заявили о преждевременности проведения референдума по вопросу объединения Архангельской области и Ненецкого автономного округа. Вместо этого была анонсирована разработка совместной программы экономического развития регионов при содействии Минэкономразвития.

## Ключевые даты
- 10 июня 2020 года на внеочередной сессии депутаты регионального парламента назначили дату выборов губернатора Архангельской области на единый день голосования — 13 сентября 2020 года[19].
- 11 июня 2020 года избирательная комиссия Архангельской области определила, что число депутатов представительных органов муниципальных образований и (или) избранных на муниципальных выборах действующих глав муниципальных образований Архангельской области, в том числе Ненецкого автономного округа, необходимое для поддержки выдвижения кандидата на должность губернатора Архангельской области, составляет 189. В их числе должны быть 43 подписи депутатов представительных органов муниципальных районов и городских округов Архангельской области, в том числе Ненецкого автономного округа. Кандидат должен быть поддержан депутатами представительных органов в 21 муниципальном районе и городском округе[20].
- с начала июня по начало июля — период выдвижения кандидатов (начинается со следующего дня после назначения выборов)
  - агитационный период начинается со дня выдвижения кандидата и прекращается за одни сутки до дня голосования
- период сбора подписей муниципальных депутатов для регистрации кандидата начинается после представления в избирательную  комиссию заявления  кандидата о согласии баллотироваться
- 6 июля 2020 года Избирательная комиссия Архангельской области завершила приём документов от кандидатов, выдвигающихся на выборы губернатора региона. Документы в избирком подали представители 8 партий. В архангельском областном отделении КПРФ сообщили, что их партия не будет участвовать в выборах главы Архангельской области[21].
- с середины июля по конец июля (за 55—45 дней до дня голосования) — представление документов для регистрации кандидатов; к заявлениям должны прилагаться листы с подписями муниципальных депутатов и список трёх кандидатов на должность члена Совета Федерации.
- 29 июля – последний день приёма документов от кандидатов в губернаторы[22].
- решение избирательной комиссии о регистрации кандидата — в течение 10 дней со дня подачи документов в избирательную комиссию[23].
- с середины августа по 11 сентября — период агитации в СМИ (начинается за 28 дней до дня голосования)
- 12 сентября — «день тишины»
- 13 сентября — день голосования

## Регистрация кандидатов
В Архангельской области для официальной регистрации кандидату требуется поддержка 8 % муниципальных депутатов: претендент должен предоставить в избирком от 189 до 198 подписей, из них от 43 до 45 — депутатов городских округов и муниципальных районов в 3/4 муниципальных образований, включая Ненецкий автономный округ.

## Кандидаты
29 июля Избирательная комиссия Архангельской области приняла документы для регистрации. Документы и подписные листы подали Айман Тюкина от «Зелёной альтернативы», Ирина Чиркова от «Справедливой России», Александр Цыбульский от «Единой России», Сергей Пивков от ЛДПР, Андрей Есипов от «Коммунистической партии социальной справедливости», Юрий Шевелев от «Партии добрых дел», Николай Вакорин от «Партии пенсионеров за социальную справедливость» и Олег Мандрыкин от партии «Яблоко». Только Юрий Шевелев подал в избирательную комиссию недостаточное количество подписей — 119. На избирательных счетах больше всего средств было у Цыбульского — 25,005 млн рублей, далее идут Вакорин (4,805 млн рублей), Тюкина (4,705 млн рублей), Есипов (3,765 млн рублей), Пивков (0,5 млн рублей), Чиркова (0,15 млн рублей), Шевелёв (0,15 млн рублей). Мандрыкин внёс меньше всех средств — 0,1 млн рублей. Кандидаты Тюкина и Есипов получили деньги от организаций, которые зарегистрированы по одному московскому адресу.
4 августа избирательная комиссия объявила, что в результате проверки подписей муниципальных депутатов, у Олег Мандрыкина нашли 23 подписи лиц, которые ранее поддержали и другого кандидата. В результате Мандрыкин не смог собрать подписи в трех четвертях муниципальных районов и городских округов, как того требует областной закон, и не был зарегистрирован кандидатом в губернаторы. Председатель архангельского регионального отделения партии «Яблоко» Вадим Лаптев отметил, что в штабе Олега Мандрыкина намерены подготовить заявления в суды. Решение избиркома планировал оспорить и Юрий Шевелев от «Партии добрых дел».
Достаточное число подписей подали Николай Вакорин, Андрей Есипов, Сергей Пивков, Айман Тюкина, Александр Цыбульский и Ирина Чиркова. Члены избиркома должны утвердить протокол рабочей группы и принять постановление о регистрации или отказе в регистрации кандидатов в губернаторы.
| Кандидат                        | Возраст              | Должность (на момент выдвижения)                                                                           | Субъект выдвижения                                                                               | Статус                                                                           | Кандидаты в Совет Федерации                             |
| ------------------------------- | -------------------- | --- | ------------------------------------------------------------------------------------------------ | -------------------------------------------------------------------------------- | ------------------------------------------------------- |
| Вакорин Николай Сергеевич       | 75 лет (7.01.1950)   | пенсионер                                                                                                  | «Партия пенсионеров»                                                                             | зарегистрирован                                                                  |                                                         |
| Есипов Андрей Николаевич        | 59 лет (22.07.1966)  | индивидуальный предприниматель                                                                             | «Коммунистическая партия социальной справедливости»                                              | зарегистрирован                                                                  |                                                         |
| Мандрыкин Олег Анатольевич      | 56 лет (20.11.1968)  | индивидуальный предприниматель                                                                             | «Яблоко»                                                                                         | отказ в регистрации собрано подписей в 20 районах из 21, аннулировано 23 подписи | Александр Козенков Сергей Илюхин Светлана Бабенко       |
| Пивков Сергей Анатольевич       | 40 лет (24.08.1984)  | депутат Архангельского областного собрания депутатов                                                       | ЛДПР                                                                                             | зарегистрирован                                                                  | Николай Зеленовский Владимир Сухарев Александр Федорков |
| Тюкина Айман Кожантаевна        | 51 год (4.12.1973)   | председатель правления Архангельской региональной общественной организации охраны окружающей среды «Исток» | «Зелёная альтернатива»                                                                           | зарегистрирована                                                                 |                                                         |
| Цыбульский Александр Витальевич | 46 лет (15.07.1979)  | временно исполняющий обязанности губернатора Архангельской области                                         | «Единая Россия»                                                                                  | зарегистрирован                                                                  | Александр Некрасов Елена Вторыгина Виктор Павленко      |
| Чиркова Ирина Александровна     | 43 года (06.03.1982) | депутат Архангельского областного собрания депутатов                                                       | «Справедливая Россия»                                                                            | зарегистрирована                                                                 |                                                         |
| Шевелев Юрий Валерьянович       | 52 года (20.07.1973) | председатель совета директоров ООО «Инвестиционная компания А4»                                            | «Добрых дел, защиты детей, женщин, свободы, природы и пенсионеров, против насилия над животными» | отказ в регистрации собрано 119 из 198 подписей                                  |                                                         |

КПРФ отказалась выдвигать кандидата в обмен на выдвижение представителя партии в Совет Федерации. «Я считаю, мы обязаны были выступать. Не в моем характере уклоняться. Деморализовать меня трудно, но разочарование очень сильное,— заявил глава фракции КПРФ в облсобрании Александр Новиков.— Это нанесло КПРФ серьезный политический ущерб. Тем более перед выборами в Госдуму в следующем году». Новиков не скрывает, что «договоренность с "Единой Россией" была», но сам он к ней «не привязан» и не знает, «на каком уровне прошли переговоры». «В конце марта мы получили устное указание Геннадия Зюганова не участвовать в выборах,— сказал он.— Это решение, конечно, возмутило наших депутатов. В партии его объяснили тем, что мы будем выдвигаться потом, после объединения Архангельской области и Ненецкого автономного округа».

## Результаты

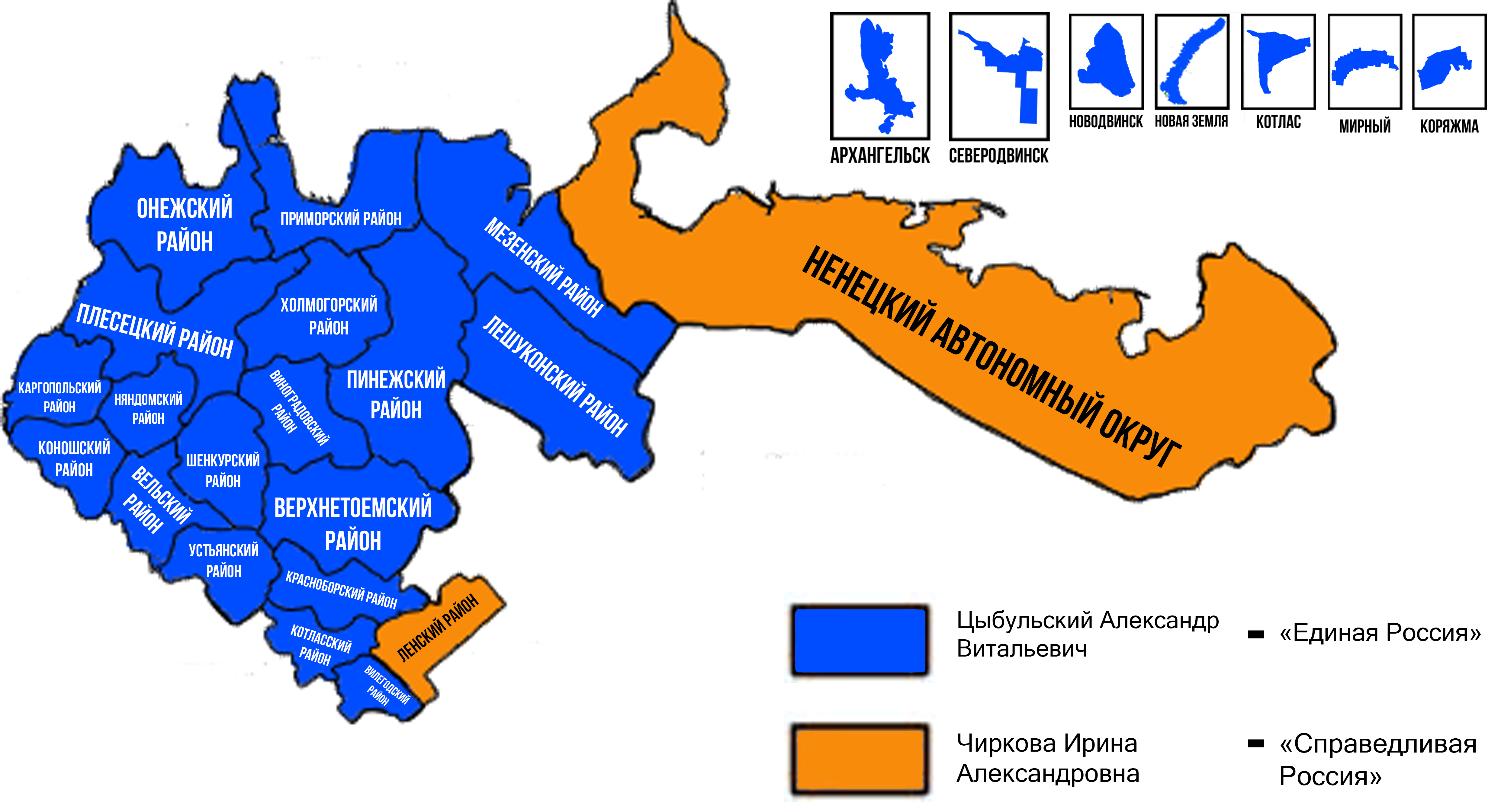
Как проголосовали районы и города области

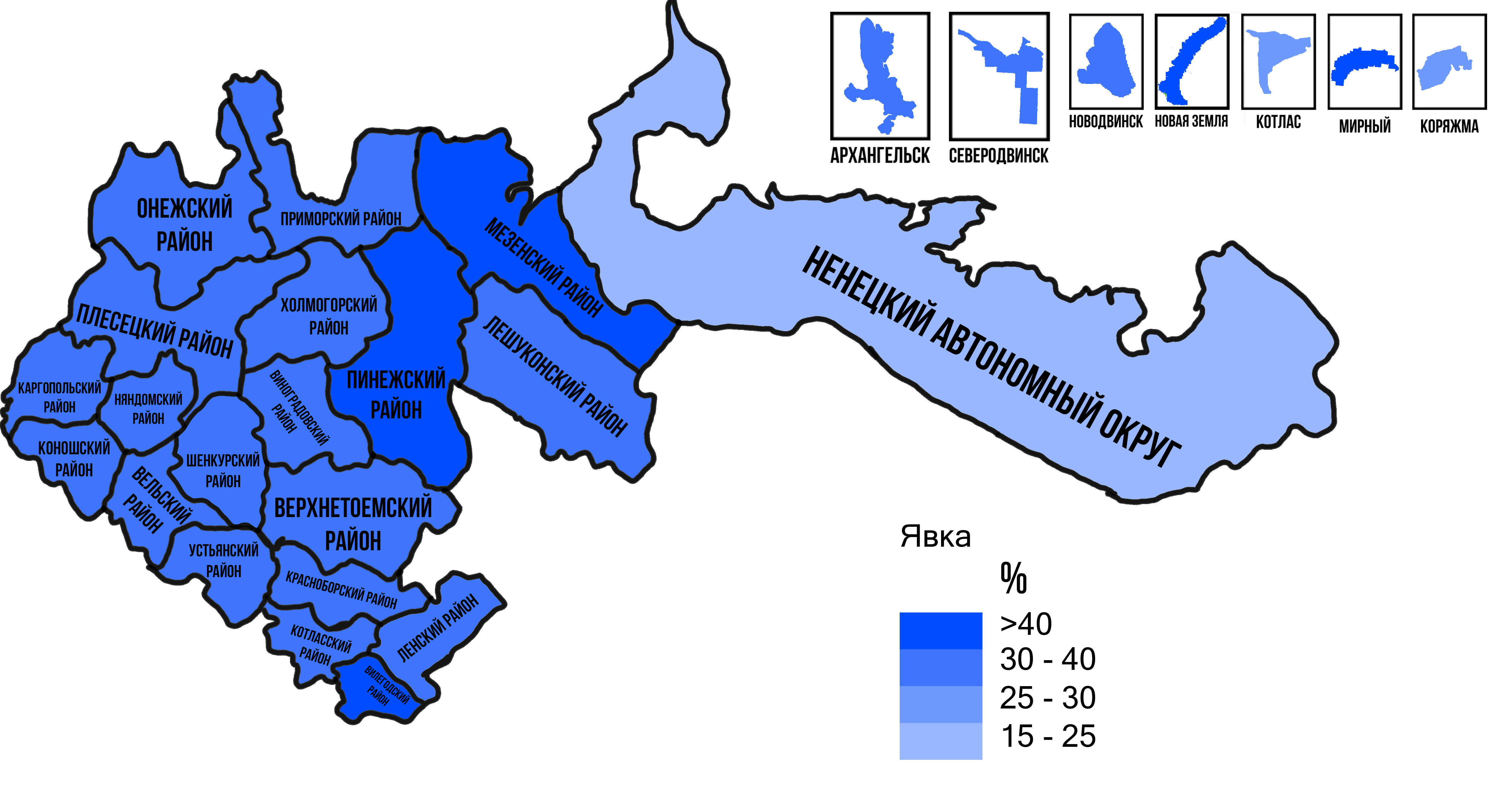
Явка по районам и городам области

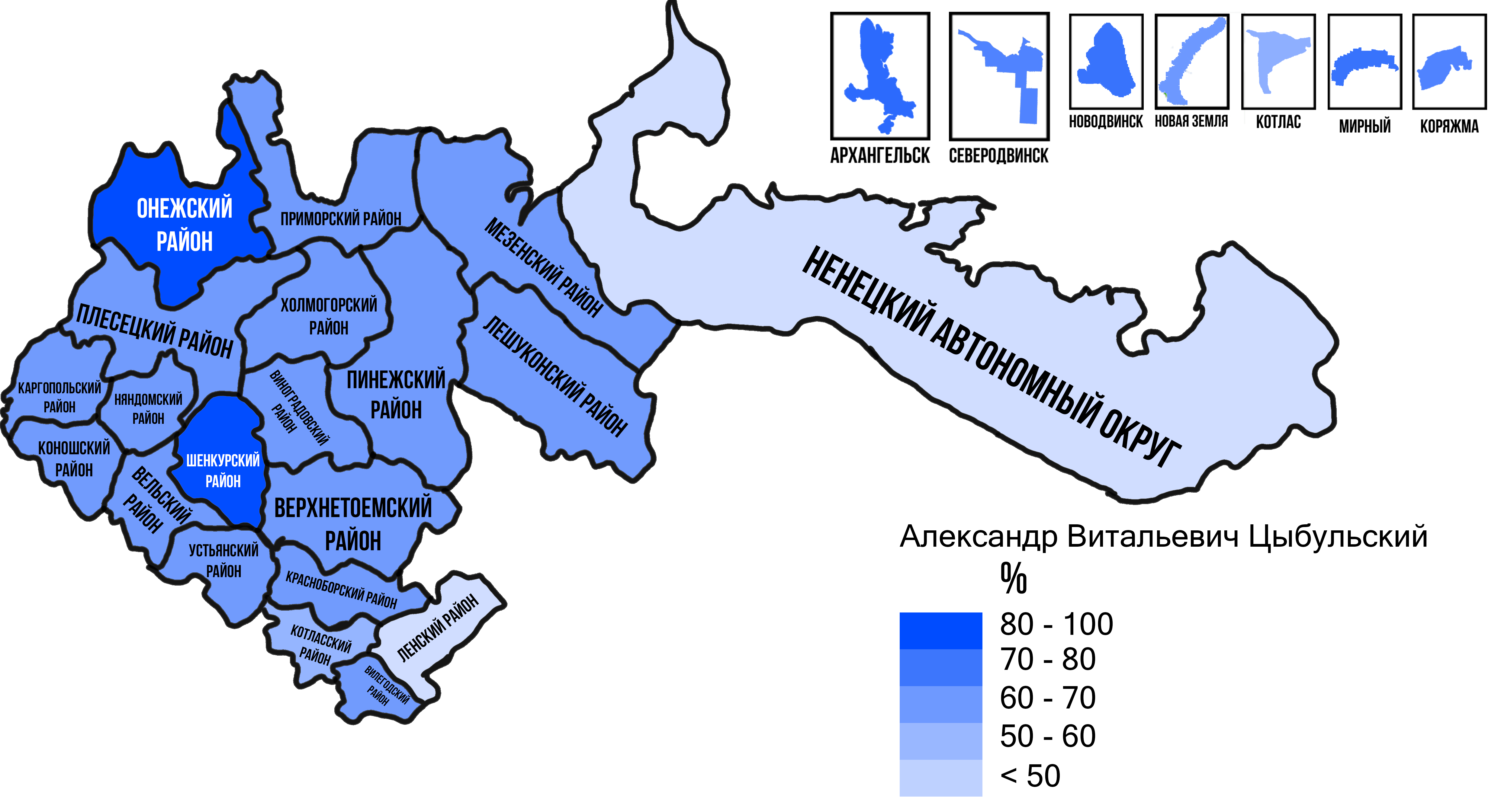
Где и как голосовали за Александра Цыбульского

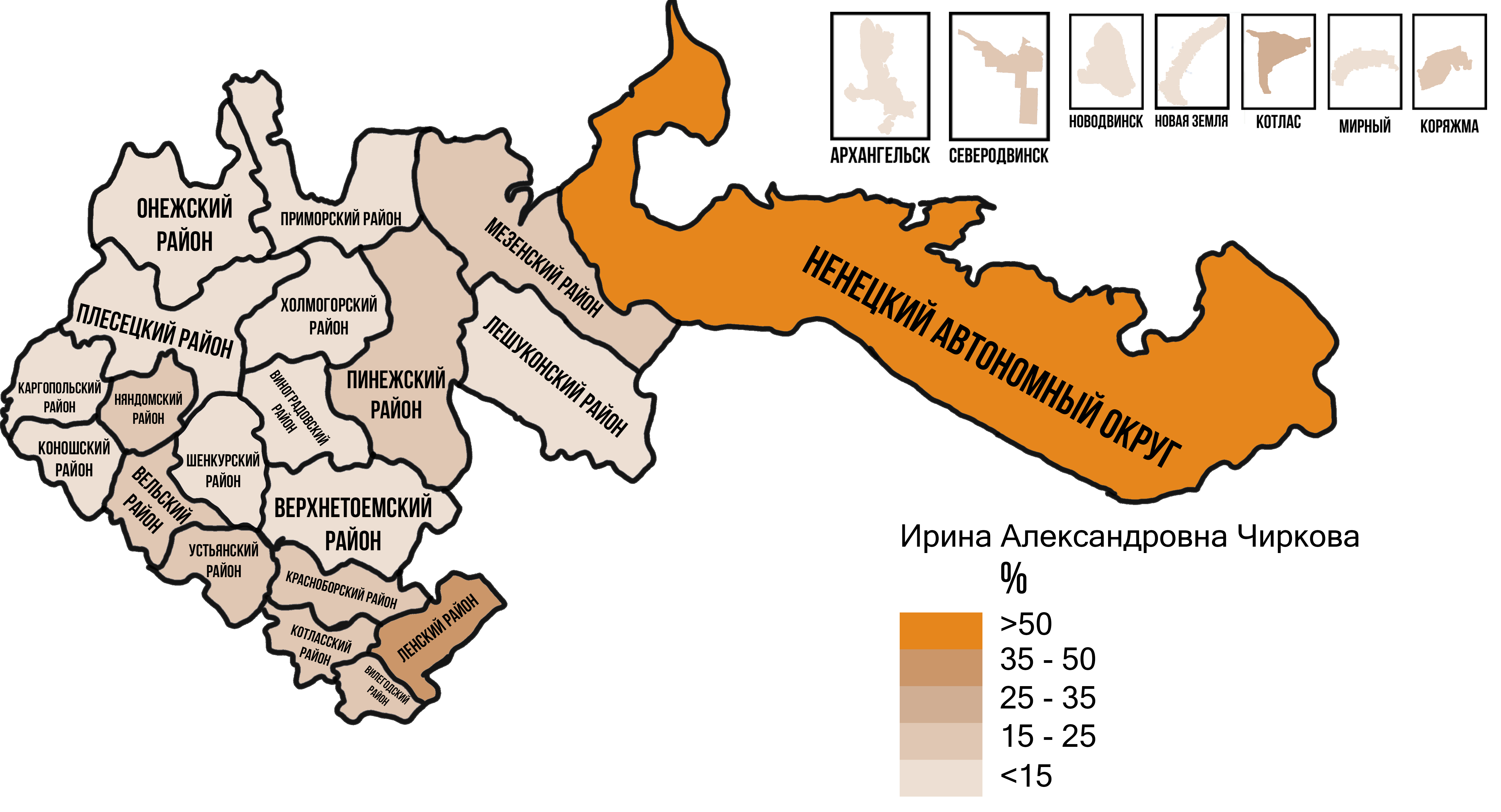
Где и как голосовали за Ирину Чиркову

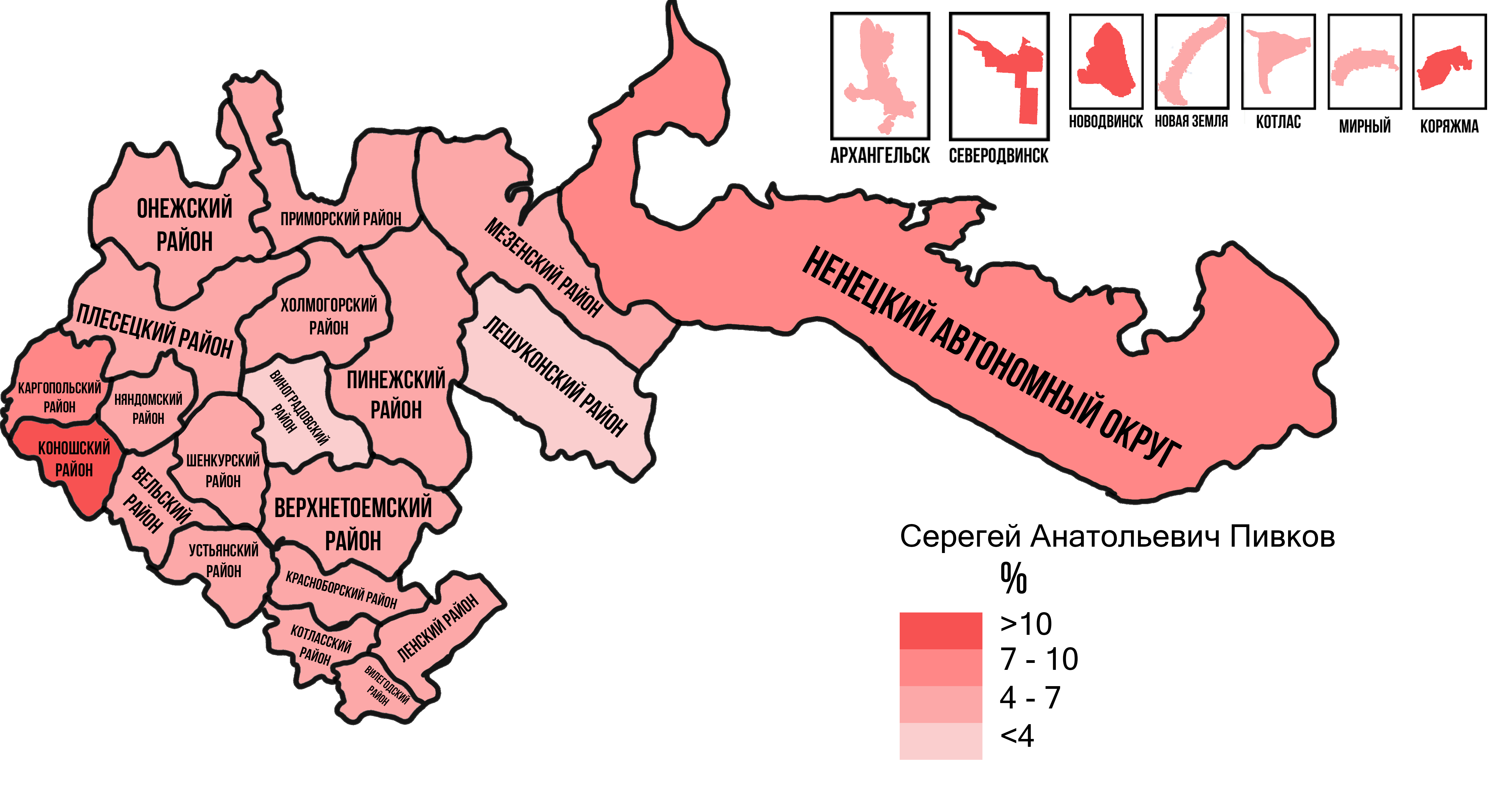
Где и как голосовали за Сергея Пивкова

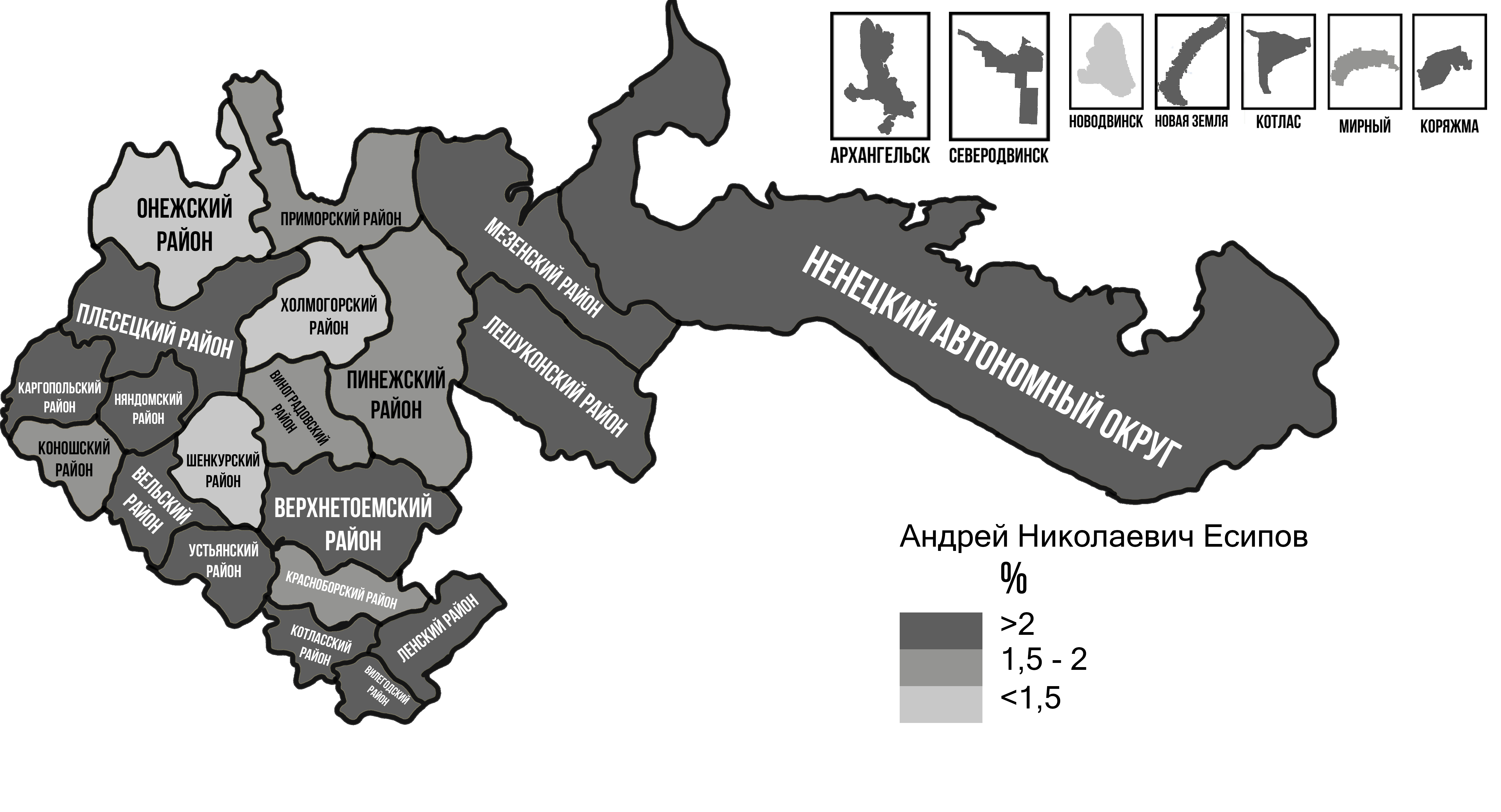
Где и как голосовали за Андрея Есипова

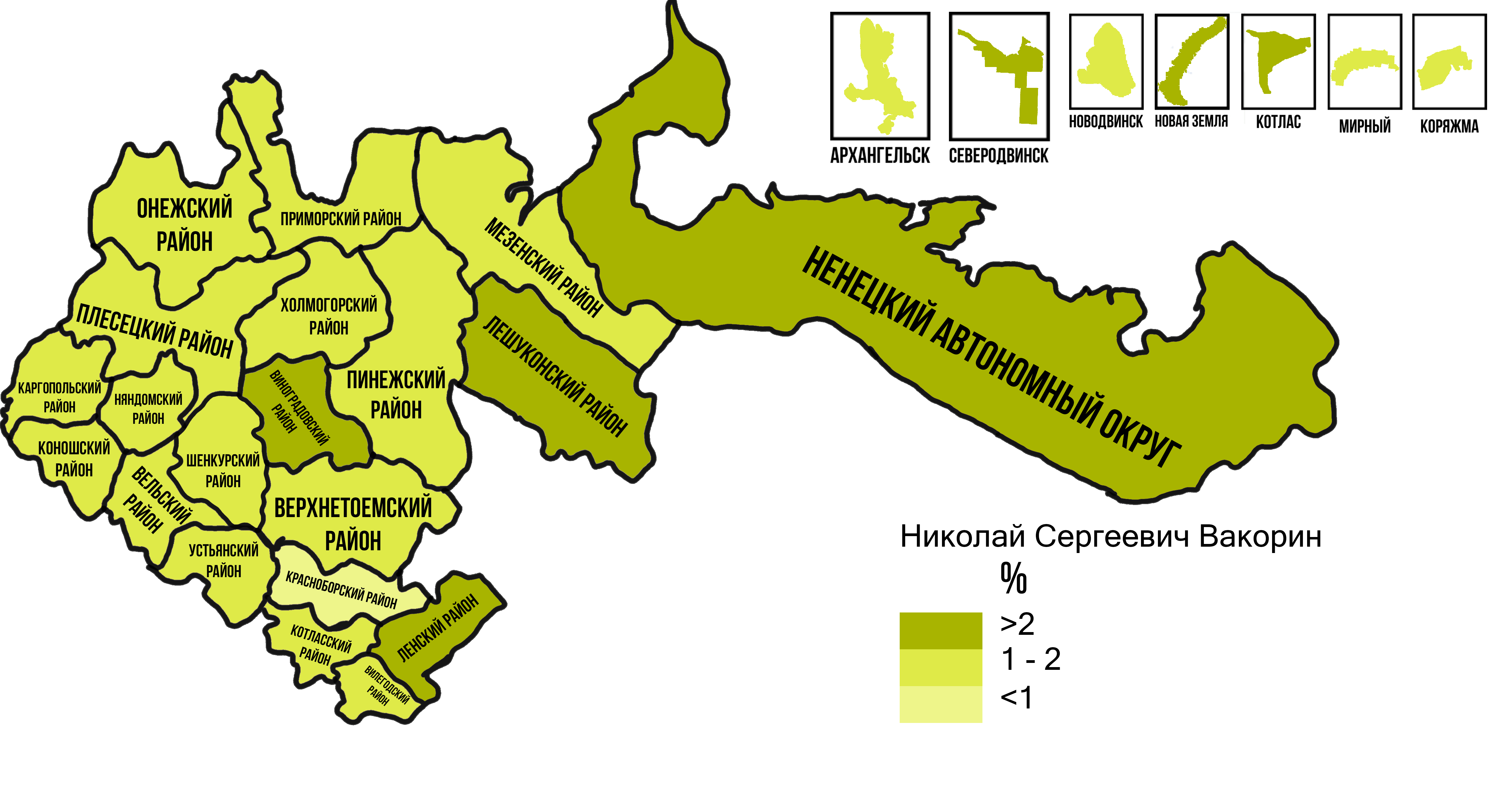
Где и как проголосовали за Николая Вакорина

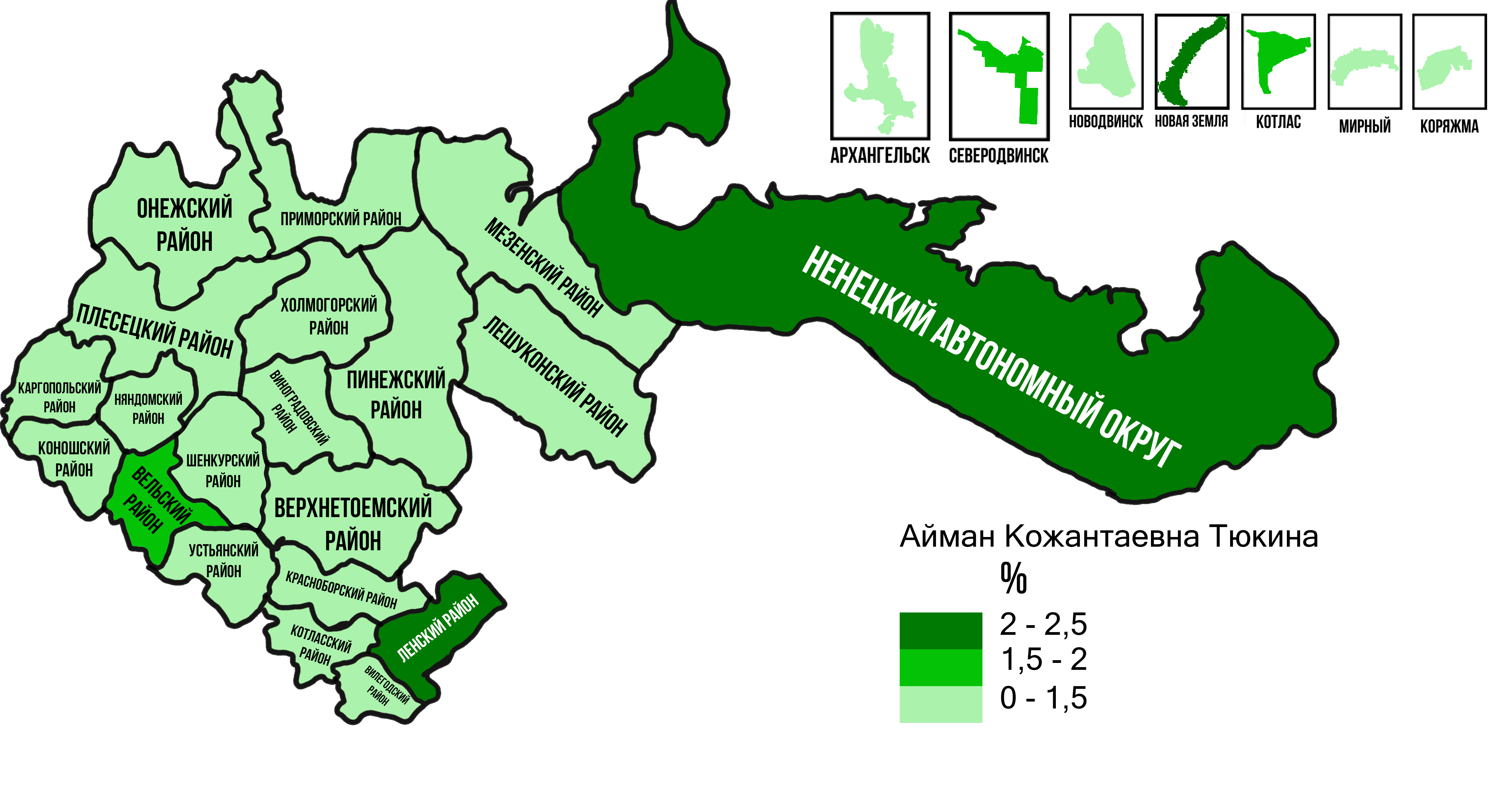
Где и как проголосовали за Айман Тюкину

16 сентября Избирательная комиссия Архангельской области подвела окончательные результаты выборов. Губернатором избран Александр Цыбульский.
| Место                                    | Место                                    | Кандидат                                 | Партия                                   | Голосов | %       |
| ---------------------------------------- | ---------------------------------------- | ---------------------------------------- | ---------------------------------------- | ------- | ------- |
|                                          | 1.                                       | Александр Цыбульский                     | Единая Россия                            | 210 063 | 69,63 % |
|                                          | 2.                                       | Ирина Чиркова                            | Справедливая Россия                      | 51 046  | 16,92 % |
|                                          | 3.                                       | Сергей Пивков                            | ЛДПР                                     | 20 386  | 6,76 %  |
|                                          | 4.                                       | Андрей Есипов                            | КПСС                                     | 6412    | 2,13 %  |
|                                          | 5.                                       | Николай Вакорин                          | Партия пенсионеров                       | 5356    | 1,78 %  |
|                                          | 6.                                       | Айман Тюкина                             | Зелёная альтернатива                     | 3750    | 1,24 %  |
|                                          |                                          |                                          |                                          |         |         |
| Действительных бюллетеней                | Действительных бюллетеней                | Действительных бюллетеней                | Действительных бюллетеней                | 297 013 | 98,46 % |
| Недействительных бюллетеней              | Недействительных бюллетеней              | Недействительных бюллетеней              | Недействительных бюллетеней              | 4658    | 1,54 %  |
| Всего                                    | Всего                                    | Всего                                    | Всего                                    | 301 671 | 100 %   |
|                                          |                                          |                                          |                                          |         |         |
| Число бюллетеней, выданных досрочно      | Число бюллетеней, выданных досрочно      | Число бюллетеней, выданных досрочно      | Число бюллетеней, выданных досрочно      | 167 053 | 55,36 % |
| Число бюллетеней, выданных на участке    | Число бюллетеней, выданных на участке    | Число бюллетеней, выданных на участке    | Число бюллетеней, выданных на участке    | 120 987 | 40,09 % |
| Число бюллетеней, выданных вне помещения | Число бюллетеней, выданных вне помещения | Число бюллетеней, выданных вне помещения | Число бюллетеней, выданных вне помещения | 13 736  | 4,55 %  |
|                                          |                                          |                                          |                                          |         |         |
| Явка                                     | Явка                                     | Явка                                     | Явка                                     | 301 776 | 32,65 % |
| Число избирателей                        | Число избирателей                        | Число избирателей                        | Число избирателей                        | 924 173 | 100 %   |

### Результаты в Ненецком автономном округе
| Место                                    | Место                                    | Кандидат                                 | Партия                                   | Голосов | %       |
| ---------------------------------------- | ---------------------------------------- | ---------------------------------------- | ---------------------------------------- | ------- | ------- |
|                                          | 1.                                       | Ирина Чиркова                            | Справедливая Россия                      | 4597    | 62,21 % |
|                                          | 2.                                       | Александр Цыбульский                     | Единая Россия                            | 1478    | 20,00 % |
|                                          | 3.                                       | Сергей Пивков                            | ЛДПР                                     | 548     | 7,42 %  |
|                                          | 4.                                       | Николай Вакорин                          | Партия пенсионеров                       | 216     | 2,92 %  |
|                                          | 5.                                       | Андрей Есипов                            | КПСС                                     | 211     | 2,86 %  |
|                                          | 6.                                       | Айман Тюкина                             | Зелёная альтернатива                     | 148     | 2,00 %  |
|                                          |                                          |                                          |                                          |         |         |
| Действительных бюллетеней                | Действительных бюллетеней                | Действительных бюллетеней                | Действительных бюллетеней                | 7198    | 97,42 % |
| Недействительных бюллетеней              | Недействительных бюллетеней              | Недействительных бюллетеней              | Недействительных бюллетеней              | 191     | 2,58 %  |
| Всего                                    | Всего                                    | Всего                                    | Всего                                    | 7389    | 100 %   |
|                                          |                                          |                                          |                                          |         |         |
| Число бюллетеней, выданных досрочно      | Число бюллетеней, выданных досрочно      | Число бюллетеней, выданных досрочно      | Число бюллетеней, выданных досрочно      | 1785    | 24,15 % |
| Число бюллетеней, выданных на участке    | Число бюллетеней, выданных на участке    | Число бюллетеней, выданных на участке    | Число бюллетеней, выданных на участке    | 5456    | 73,82 % |
| Число бюллетеней, выданных вне помещения | Число бюллетеней, выданных вне помещения | Число бюллетеней, выданных вне помещения | Число бюллетеней, выданных вне помещения | 150     | 2,03 %  |
|                                          |                                          |                                          |                                          |         |         |
| Явка                                     | Явка                                     | Явка                                     | Явка                                     | 7391    | 21,78 % |
| Число избирателей                        | Число избирателей                        | Число избирателей                        | Число избирателей                        | 33 942  | 100 %   |

### Результаты в крупнейших городах Архангельской области
|                      | Архангельск | Северодвинск | Котлас | Новодвинск | Коряжма |
| -------------------- | ----------- | ------------ | ------ | ---------- | ------- |
| Александр Цыбульский | 75,23       | 62,05        | 59,95  | 73,72      | 65,86   |
| Ирина Чиркова        | 15,2        | 19           | 25,27  | 7,93       | 16,57   |
| Сергей Пивков        | 4,66        | 12,83        | 6,03   | 13,87      | 10,55   |

### Цифровые избирательные участки
| Место                       | Место                       | Кандидат                    | Партия                      | Голосов | %       |
| --------------------------- | --------------------------- | --------------------------- | --------------------------- | ------- | ------- |
|                             | 1.                          | Ирина Чиркова               | Справедливая Россия         | 48      | 48,00%  |
|                             | 2.                          | Александр Цыбульский        | Единая Россия               | 25      | 25,00%  |
|                             | 3.                          | Сергей Пивков               | ЛДПР                        | 18      | 18,00%  |
|                             | 4.                          | Николай Вакорин             | Партия пенсионеров          | 3       | 3,00%   |
|                             | 5.                          | Андрей Есипов               | КПСС                        | 3       | 3,00%   |
|                             | 6.                          | Айман Тюкина                | Зелёная альтернатива        | 3       | 3,00%   |
|                             |                             |                             |                             |         |         |
| Действительных бюллетеней   | Действительных бюллетеней   | Действительных бюллетеней   | Действительных бюллетеней   | 100     | 100,00% |
| Недействительных бюллетеней | Недействительных бюллетеней | Недействительных бюллетеней | Недействительных бюллетеней | 0       | 0,00%   |
| Всего                       | Всего                       | Всего                       | Всего                       | 100     | 100 %   |